# 天市右垣七
天市右垣七 （巨蛇座α，蜀），英文固有名為Unukalhai，是在天球赤道上的星座巨蛇座頭部的一顆雙星。 它的視星等為2.6等，是巨蛇座中最亮的一顆恆星，從地球上以肉眼就能看見。視差測量得到與太陽的距離估計是大約74光年（23秒差距）。

## 性質
天市右垣七是一顆恆星光譜類型為K2 III的巨星，它已經耗盡核心的氫，在恆星演化的路途上已經遠離主序帶。以干涉測量這顆星的角直徑，並在修正周邊昏暗之後，是4.85 ± 0.05 mas，在估計的距離上，等同於有形的半徑是12倍的太陽半徑 。在外叢的有效溫度是4,498K，使它呈現K-型恆星特有的橙色色調。
這顆恆星的輻射量大約是太陽光度的38倍，而在紅外線輻射的光度是太陽的32倍，總量是太陽的70倍。在距離58角秒的角距離上，有一顆11.8等的伴星，在2.3角分遠處還有一顆13等星。

## 名稱
巨蛇座α （拉丁文 是Alpha Serpentis）是在拜耳命名法系統下的名稱。
它的英文傳統名稱Unukalhai（可以拼成Unuk al Hay 或Unuk Elhaija）源自阿拉伯語的 عنق الحيّة。‘Unuq al-Ḥayyati的意思是"蛇的脖子"，Cor Serpentis則來自拉丁語的意味著"蛇的心臟"。在2016年，國際天文學聯合會的IAU恆星名稱工作組（WGSN）標準化恆星目錄和正確的名稱。WGSN在2016年8月21日核定Unukalhai是巨蛇座α的官方名稱，並列入國際天文學聯合會的恆星名單。
巨蛇座α是阿拉伯土著的星群 al-Nasaq al-Yamānī兩條線的南線al-Nasaqān上的恆星之一，連同的還有巨蛇座δ、巨蛇座ε 、蛇夫座δ 、蛇夫座ε、蛇夫座ζ、和蛇夫座γ 。根據1971年NASA的目錄，al-Nasaq al-Yamānī或Nasak Yamani是兩顆恆星的名字：Nasak Yamani I是巨蛇座δ和Nasak Yamani II 巨蛇座ε。。
在中國，這顆恆星屬於星官天市右垣，意思是天上市場右邊的城牆，指的是一些星官，也是中國舊有的11個諸侯屬地之一。天市右垣包含的恆星有巨蛇座α、武仙座β、武仙座γ、武仙座κ、巨蛇座γ、巨蛇座β、巨蛇座δ、巨蛇座ε、蛇夫座δ、蛇夫座ε和蛇夫座ζ。因此，巨蛇座α本身是天市右垣七 ，對應於蜀這個地區。 （在R.H.艾倫的著作中還有巨蛇座λ）。

## 外部連結
- Unukalhai